# Rhodinia grigauti
Rhodinia grigauti är en fjärilsart som beskrevs av Le Moult 1933. Rhodinia grigauti ingår i släktet Rhodinia och familjen påfågelsspinnare. Inga underarter finns listade.